# Liste d'élections en 1889
Chronologie des élections
- 1885
- 1886
- 1887
- 1888
- 1889
- 1890
- 1891
- 1892
- 1893

Cet article recense les élections organisées durant l'année 1889.

## Élections nationales en 1889
Cette section concerne les élections législatives et présidentielles dans un état souverain, éventuellement fédéral, ainsi que leurs principaux référendums.
| Date                      | État       | Élection ou référendum | Contexte                                                                                  | Résultat |
| ------------------------- | ---------- | ---------------------- | ----------------------------------------------------------------------------------------- | --- |
| 1889                      | Argentine  | Sénatoriales (es)      |                                                                                           | Cette section est vide, insuffisamment détaillée ou incomplète. Votre aide est la bienvenue ! Comment faire ? |
| Mai                       | Liberia    | Présidentielle (nl)    |                                                                                           | Cette section est vide, insuffisamment détaillée ou incomplète. Votre aide est la bienvenue ! Comment faire ? |
| 22 septembre - 6 octobre  | France     | Législatives           |                                                                                           | Cette section est vide, insuffisamment détaillée ou incomplète. Votre aide est la bienvenue ! Comment faire ? |
| 26 septembre              | Serbie     | Législatives (en)      |                                                                                           | Cette section est vide, insuffisamment détaillée ou incomplète. Votre aide est la bienvenue ! Comment faire ? |
| 20 octobre                | Portugal   | Législatives (en)      |                                                                                           | Cette section est vide, insuffisamment détaillée ou incomplète. Votre aide est la bienvenue ! Comment faire ? |
| 3 novembre - 1er décembre | Costa Rica | Générales (es)         | - Président - Députés du congrès constitutionnel (es)                                     | Cette section est vide, insuffisamment détaillée ou incomplète. Votre aide est la bienvenue ! Comment faire ? |
| 17 novembre               | Suisse     | Référendum (en)        | Proposition d'approbation de la Loi fédérale sur la poursuite pour dettes et la faillite. | Approuvée. |

## Élections en subdivisions nationales en 1889
Cette section concerne les élections législatives dans un État fédéré, une subdivision territoriale ou une colonie d'un État souverain, ainsi que leurs principaux référendums.
| Date             | Subdivision            | État               | Élection ou référendum | Contexte | Résultat |
| ---------------- | ---------------------- | ------------------ | ---------------------- | -------- | --- |
| 1889             | Dalmatie               | Autriche-Hongrie   | Législatives (en)      |          | Cette section est vide, insuffisamment détaillée ou incomplète. Votre aide est la bienvenue ! Comment faire ? |
| 1889             | Îles Féroé             | Danemark           | Générales (en)         |          | Cette section est vide, insuffisamment détaillée ou incomplète. Votre aide est la bienvenue ! Comment faire ? |
| 1er - 16 février | Nouvelle-Galles du Sud | Empire britannique | Coloniales (en)        |          | Cette section est vide, insuffisamment détaillée ou incomplète. Votre aide est la bienvenue ! Comment faire ? |
| 2 - 5 juillet    | Bohême                 | Autriche-Hongrie   | Régionales (cs)        |          | Cette section est vide, insuffisamment détaillée ou incomplète. Votre aide est la bienvenue ! Comment faire ? |
| 6 novembre       | Terre-Neuve            | Empire britannique | Générales (en)         |          | Cette section est vide, insuffisamment détaillée ou incomplète. Votre aide est la bienvenue ! Comment faire ? |
| 24 - 25 décembre | Malte                  | Empire britannique | Générales (en)         |          | Cette section est vide, insuffisamment détaillée ou incomplète. Votre aide est la bienvenue ! Comment faire ? |